# 김진애
김진애(金鎭愛, 1953년 2월 16일~)는 대한민국의 건축가, 정치인이다. 제18·21대 국회의원이다. 

## 생애

### 성장기
본관은 경주이며, 1953년 경기도 시흥군 남면(현 군포시)에서 출생하였다. 1971년 이화여자고등학교를 졸업하고 1975년에 서울대학교 공과대학 건축공학과를 졸업하였다. 71학번으로 입학시 서울공대에는 여학생이 3명 입학하였다.  
1983년에 매사추세츠 공과대학교에서 건축학 석사를 취득하였으며 1988년 동 대학원에서 도시계획학으로 박사학위를 취득하였다. 경기고를 졸업하고 재료공학를 전공하고 MIT 유학도 같이 간 동기인 송휴섭과 결혼하였다.  

### 도시공학 건축 활동
귀국 이후에는 '서울포럼'이라는 회사를 운영하며 건축도시기획, 디자인개발, 출판기획을 하였으며, 건축사무소 'SF도시건축'를 운영하였다. 주로 대단위 도시 환경 공학에 관한 연구 및 프로젝트를 수행하였으며 행정신수도 기본계획(1979), 산본신도시 도시설계(1989), 지하도시개발구상(1993), 부산 수영정보단지 마스타플랜(1996), 인사동길(2000) 등의 도시 개발 프로젝트에 참여한 바 있다.
1994년 타임지가 선정한 '차세대 주목할 만한 인물 100인'에 당시 한국인으로는 유일하게 선정되었다.

### 정치 활동
김진애는 2004년 제17대 총선에서 서울 용산구에 출마했으나 낙선하였다. 이어 18대 총선에서 비례대표 17번을 받고 낙선하였으나, 2009년 1월 29일 정국교 민주당 의원이 주가 조작 등의 혐의로 사퇴한 이후, 비례대표 승계를 통해 18대 국회에 입성할 예정이었다. 하지만 정국교 의원의 사퇴가 처리되지 않고 바로 실형이 선고되자 의석이 사라지게 되었고, 이에 민주당에서 헌법소원을 내고 승소하여 11월에야 비례대표 의원으로써 18대 국회에 입성하여 민주통합당의 국회의원이 되었다. 김진애는 국회 국토해양위원회에서 주로 활약하며 4대강 사업 등의 문제점을 집중적으로 제기했다. 2011년 1월에는 위키리크스를 본딴 '4대강리크스'를 개설한 바도 있다. 2012년 3월에는 19대 총선에서 민주통합당 마포갑 지역구 경선에 참여하였으나, 노웅래 후보에게 패하여 선거에 나서지 못하였다.
2020년 열린민주당에 입당하였다. 열린민주당 소속으로 21대 총선에 출마했다. 김진애는 21대 총선에서 열린민주당의 비례대표 순번 1번을 받았으며 개표 결과 당선권에 들어 21대 국회의원으로 당선되었다. 2020년 5월, 열린민주당의 원내대표로 추대되었다.

### 방송 활동
2018년 방송된 알아두면 쓸데없는 신비한 잡학사전 시즌 3에 도시계획학 박사로 출연했다.

## 학력
- 1971년: 이화여자고등학교 졸업
- 1975년: 서울대학교 건축공학 학사
- 1983년: 매사추세츠 공과대학교 건축학 석사
- 1988년: 매사추세츠 공과대학교 도시계획학 박사

## 경력
- 1978~1979년 지역개발연구소 임시행정수도 기획단
- 1988~1990년 대한주택공사 주택연구소 도시단지계획실장
- 1991년~ 서울포럼 대표
- 1992~1992년 대통령 자문 21세기위원
- 1995~1998년 국무총리실 세계화추진위원
- 1997~1998년 이화여대 건축학과 초빙교수
- 1998~2002년 국무총리실 제2건국범국민추진위원
- 2002~2004년 국무총리실 국가이미지위원
- 2005~2007년 국무총리실 용산민족역사공원건립추진위원
- 2005~2008년 국무총리실 행정중심복합도시추진위원, 대통령자문 건설기술-건축문화 선진화위원
- 2006~2008년 국무총리실 국가교통위원, 외교통상부 외교정책자문위원, 재정경제부 경제자유구역위원
- 2007~2009년 카이스트 미래도시연구소 겸직교수
- 2020년 5월~2021년 1월: 열린민주당 원내대표

### 의정 활동
- 2009년 11월 5일~2012년 5월 29일 : 제18대 국회의원 (비례대표, 민주당→민주통합당)
- 2020년 5월 30일~2021년 3월 24일 : 제21대 국회의원 (비례대표, 열린민주당)
- 2020년 6월~2021년 1월 : 제21대 국회 전반기 운영위원회 위원
- 2020년 6월~2020년 11월 : 제21대 국회 전반기 법제사법위원회 위원
- 2020년 11월~2021년 3월 : 제21대 국회 전반기 국토교통위원회 위원

## 저서
- 1991년 5월 1일 《서울 성》, 서울포럼, ISBN 5000076109
- 1993년 12월 1일 《찬란한 중국》, 서울포럼, ISBN 8985734008
- 1994년 6월 1일 《21세기엔 이런 집에 살고싶다》, 서울포럼, ISBN 8985734059
- 1995년 11월 1일 《우리의 주거문화 어떻게 달라져야 하나》, 서울포럼, ISBN 8985734040
- 1997년 11월 10일 《우리는 호기심이 많지요》, 김영사, ISBN 9788934903413
- 1998년 9월 1일 《건축은 중요한가?》, 서울포럼, ISBN 8985734202
- 1998년 9월 7일 《프로 포럼 상》, 서울포럼, ISBN 8985734334
- 1998년 9월 7일 《프로 포럼 상》, 서울포럼, ISBN 8985734342
- 1999년 1월 6일 《여자로 태어났으면 건축을 꿈꾸자》, 서울포럼, ISBN 8985734369
- 1999년 1월 20일 《나의 테마는 사람 나의 프로젝트는 세계》, 김영사, ISBN 9788934902270
- 2000년 7월 10일 《남자 당신은 흥미롭다》, 한길사, ISBN 2007898008079
- 2001년 11월 1일 《자라기 세트》, 서울포럼, ISBN 8985734105
- 2003년 5월 25일 《김진애의 우리도시 예찬》, 안그라픽스 , ISBN 9788970591827
- 2004년 5월 25일 김진애, 김헌, 구영민, 전진삼, 김재경, 이용범, 함성호, 김대익, 김한준, 황용하, 황두진, 최문규, 최원미, 최욱, 안상수, 민선주, 김영섭, 이종호, 함인선, 박인석, 이종건, 신혜경, 김봉렬, 조성룡 《건축 사이로 넘나들다》, 서울포럼, ISBN 978-89-857-3423-3
- 2005년 2월 28일 《인생은 의외로 멋지다》, 웅진닷컴, ISBN 8901048965
- 2005년 12월 12일 《매일매일 자라기》, 서울포럼 , ISBN 8985734148
- 2006년 11월 25일 《세상을 바꾸는 여성 엔지니어 2》, 생각의나무 , ISBN 9788984986534

## 진행

### 라디오
- KBS 제1라디오 <KBS 열린토론> (2018년 5월 28일 ~ 2019년 4월 19일)

## 역대 선거 결과
|  | 39.62% |

|  | 25.17% |

|  | 5.42% |

## 같이 보기
- 대한민국 제18대 국회의원 선거 통합민주당 후보 목록#비례대표
- 대한민국 제21대 국회의원 선거 열린민주당 후보 목록#비례대표